# クリスマスの贈り物
『クリスマスの贈り物』（原題：Black Nativity）は、2013年にアメリカ合衆国で公開されたミュージカル映画である。監督はケイシー・レモンズ、主演はフォレスト・ウィテカーが務めた。本作はラングストン・ヒューズが1961年に発表した『Black Nativity』である。
なお、本作は日本国内で劇場公開されなかったが、Amazonによるネット配信が行われている。

## ストーリー
ボルチモアのアパートから追い出されたラングストンは、ニューヨークに暮らす祖父母の家に身を寄せることにした。ラングストンは長らく祖父母と疎遠な状態にあったが、わがままを言っていられる状態にはなかった。ニューヨークに到着して早々、ラングストンは追いはぎに所持金を全て奪われてしまった。祖父母の家までどう行けば良いのかを聞くためにホテルに入ったラングストンは、ホテルの宿泊客から財布をすったと誤認され警察署に連行された。その後間もなくして、祖父のコーネル神父がラングストンを迎えに来た。
祖父母の家に到着したラングストンはその快適さに感動さえ覚えた。祖父母はラングストンとその母親であるナイマをよく知らなかったが、彼を暖かく迎え入れた。ラングストンと打ち解けようとしたコーネル神父は、彼にキング牧師から送られた腕時計を見せた。ラングストンは夜中にその時計をくすね、それを質屋に持って行った。しかし、質屋の店主がコーネル神父の友人であったため、腕時計の買い取りを拒否された。店主はその腕時計がどれほどの価値を持っているかを語り、ラングストンに「お祖父さんに時計を返しなさい」と諭した。質屋を出たラングストンは独房で会った男性に再会した。男は質屋の広告を道行く人に配っており、「何でも欲しいものを言ってごらん」とラングストンに言った。その後、ラングストンは祖母のアレサにナイマがいなくなった理由を尋ねようとしたが、彼女は「私たちがナイマと疎遠になった原因は貴方じゃありませんよ。貴方のお父さんがその原因なの。」と言うばかりで、詳細を教えようとはしなかった。教会に戻る途中、ラングストンはあの男にまた遭遇した。先のやり取りを覚えていたラングストンが男に拳銃をねだると、男は「今夜、この場所に来なさい」と言って立ち去った。
コーネル神父とアレサの薦めで、ラングストンは教会で上演されるラングストン・ヒューズの戯曲『Black Nativity』を観劇することになった。質屋のビラを配っていた男が出演しているのを見たラングストンは仰天した。戯曲が退屈で寝落ちしてしまったラングストンは、自分が同作品に出演している夢を見た。ふと目を覚ましたラングストンは、あの男との待ち合わせの場所に急行した。男から拳銃を受け取ったラングストンは、それを男に向けて「質屋にある指輪と現金を持ってこい」と脅しつけた。拳銃を突き付けられても、男は全く動揺する素振りを見せなかった。それどころか詩の一節を諳んじる余裕さえ見せた。その様子を訝しむラングストンに向かって、男は衝撃の真実を告げた。

## キャスト
括弧内はオンデマンド配信での日本語吹替。
- フォレスト・ウィテカー - コーネル・コッブス神父（楠見尚己）
- アンジェラ・バセット - アレサ・コッブス（林佳代子）
- タイリース・ギブソン - タイソン（佐々木誠二）
- ジェニファー・ハドソン - ナイマ・コッブス（根本圭子）
- メアリー・J・ブライジ - エンジェル
- ヴォンディ・カーティス＝ホール - 質屋の店主（田中正彦）
- ナズ - イザイア
- ジェイコブ・ラティモア - ラングストン（池田恭祐）
- ロティミ - ブッチ・マクダニエルズ
- ルーク・ジェームズ - ジョセフ
- グレイス・ギブソン - マリア

## 興行収入
2013年11月27日、本作は全米1516館で封切られ、公開初週末に366万ドルを稼ぎ出し、週末興行収入ランキング初登場9位となった。

## 評価
本作に対する批評家の評価は芳しいものではない。映画批評集積サイトのRotten Tomatoesには85件のレビューがあり、批評家支持率は51%、平均点は10点満点で5.6点となっている。サイト側による批評家の見解の要約は「スウィートで万人受けする内容で、演技も見事である。しかし、『クリスマスの贈り物』は、ケイシー・レモンズ監督が良質の原作を不器用に扱っているために出来が悪くなっている。」となっている。また、Metacriticには29件のレビューがあり、加重平均値は48/100となっている。